# Beväring

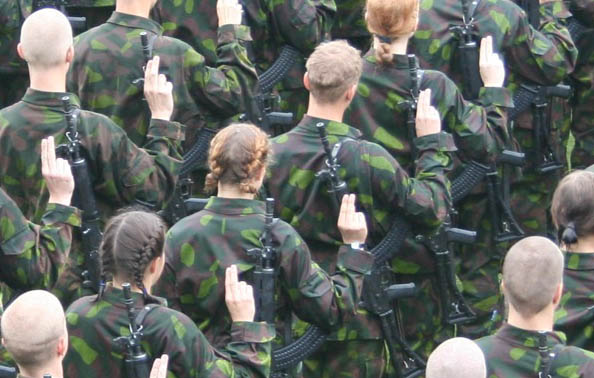
Finländska beväringar svär faneden.

Beväring är en beteckning för värnpliktigt manskap inom det militära. Ordet är enligt en uppgift inlånat från tyskans Bewehrung, ett ord som betyder "beväpning", enligt en annan uppgift kommer ordet från fornnordiska väring som betyder edsvuren (se även Väringagardet).

## Finland
I Finland kallas de värnpliktiga beväringar under den tid de utför sin beväringstjänst (första tjänstgöring). Efter denna kallas de värnpliktiga reservister.

## Sverige
I Sverige var beväringen, som infördes 1813, en del av militären bestående av yngre värnpliktiga som kunde kallas in i en beredskapssituation. I fem år hade varje vapenduglig svensk man skyldighet att tillhöra beväringen – såvida han inte villa leja annan person i sitt ställe. Rätten att på så sätt friköpa sig från plikten gällde ända till 1872. Ofta var det någon gammal uttjänt knekt som år efter år gjorde tjänst i unga mäns ställe.
Den långa fredsperioden ledde till att militärutbildningen nedprioriterades kraftigt av politikerna. För beväringen var fastställd en utbildningstid av tolv dagar. 1858, ökades de värnpliktiges övningstid till fyra veckor fördelade på två år. Nu fick även beväringen lära sig skjuta, men varje yngling fick högst tre skarpa skott att öva sig med.
För de värnpliktige som "exerade" vid artilleriet bestod utbildningen till stor del i att tjänstgöra som kanonhästar. Ynglingarna fick själva dra fram de tunga pjäserna till uppställningslinjen. Några riktiga hästar användes nämligen aldrig under övningar – det ansågs vara nog att känna till att artilleriet var ett beridet vapenslag. Som kanoner användes gamla framladdare av 1600-talstyp med fänghål. Några projektiler fick de värnpliktiga aldrig skåda. I deras utbildning förekom bara lösa skott. Så såg det ut ända in på 1880-talet, då det svenska artilleriet hade hunnit bli det mest föråldrade i hela Europa. Först då beviljade riksdagen pengar till bakladdningskanoner efter Krupps system.
Skarpskytterörelsen bildades som ett frivilligt initiativ som en reaktion på att det svenska försvaret ansågs vara för svagt. 
En ny värnpliktslag antogs 1885 och trädde i kraft 1887, som innebar att de värnpliktiga skulle ingå i beväringen i sex år och därefter i landsstormen i sex år och upphörde det år den värnpliktige fyllde 32 år. Övningstiden utökades samtidigt till 42 dagar, varav för infanteriet 27 dagar under första värnpliktsåret och 15 dagar under det andra. Med 1892 års härordning antogs en betydligt utökad värnplikt, där tjänstgöringstiden kom att omfatta tolv år i beväringen varav åtta år i första och fyra år i andra uppbådet, därefter åtta års tjänstetid i landsstormen. Utbildningstiden blev 90 dagar, vilka vid infanteriet fördelades på 68 dagar under första året och 22 under de följande. Med 1901 års härordning utökades värnplikten till 240 dagar för de flesta värnpliktiga, och samtidigt upplöstes gamla systemet med stam och beväring, samtidigt som det gamla systemet med indelta soldater ersattes av ett system med stamanställda, främst avsedda att sköta utbildningen av de värnpliktiga.
Som officiell term inom den svenska militären avskaffades ordet 1941, även om det ibland fortfarande används i dagligt tal om värnpliktigt manskap. Under åren 1813–1869 fanns i universitetsstäderna Uppsala och Lund även en särskild studentbeväring.